# SŽ série 363
La série SŽ 363 est une série de locomotives électriques fonctionnant sous courant continu à la tension de 3 kV, exploitées par les chemins de fer slovènes (SŽ).
Les 39 locomotives qui composent cette série sont livrées par Alsthom en 1975-977 aux chemins de fer yougoslaves avant d'être reversées en 1991 au parc des SŽ. Dérivées des CC 6500 et voisines des E 900 marocaines, elles assurent, au moins jusqu'au milieu des années 2000, un service sans reproche sur les lignes électriques slovènes.

## Caractéristiques

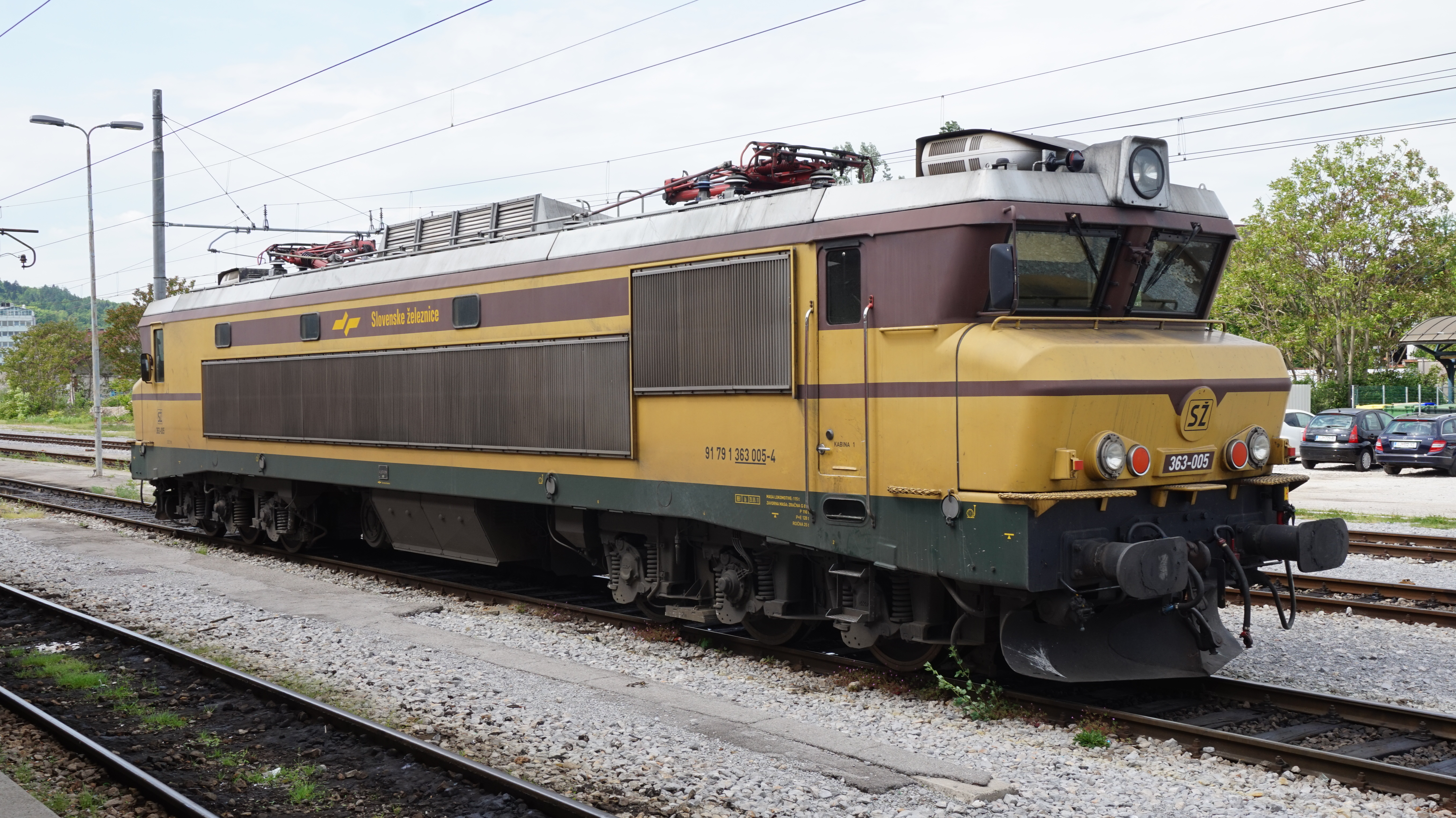
SŽ 363 005 repeinte dans ses couleurs d'origine, le sigle SŽ remplaçant celui des JŽ.

Ces locomotives sont construites entre 1975 et 1977 par le constructeur français Alsthom pour les chemins de fer yougoslaves (JŽ) et partagent de nombreux points communs avec les E 900 marocaines mises en service quelques années plus tôt. Elles tirent leur conception de caisse « Nez Cassé » des CC 72000 et des CC 6500 françaises, tout en étant adaptées à la traction électrique sous courant continu à la tension de 3 kV.
La disposition des roues de type C'C' sur des bogies monomoteurs est caractéristique des productions d'Alsthom à l'époque. Comme sur les E 900, les bogies sont équipés de bi-réducteurs donnant des vitesses maximales de 75 km/h en rapport PV et 125 km/h en rapport GV. Elles sont longues de 20,140 m pour une masse totale de 114 t (respectivement 20,190 m et 116,1 à 119,7 t pour les CC 6500). Leur puissance continue n'est que de 2 970 kW, voisine de celle des E 900, contre 5 900 kW pour les CC 6500.
Leur carrosserie de style français distinctif leur a valu le Surnom de « Brižita » (« Brigitte » en français) d'après l'actrice Brigitte Bardot.
Elles sont mises en service dans une livrée alliant le jaune moutarde, le vert et le brun foncés et imaginée par le designer Jacques Cooper bien que le dessin de la caisse soit l'œuvre de Paul Arzens. Au fil des années et à la faveur de leur incorporation au parc des SŽ, leurs couleurs sont modifiées à plusieurs reprises.

## Carrière

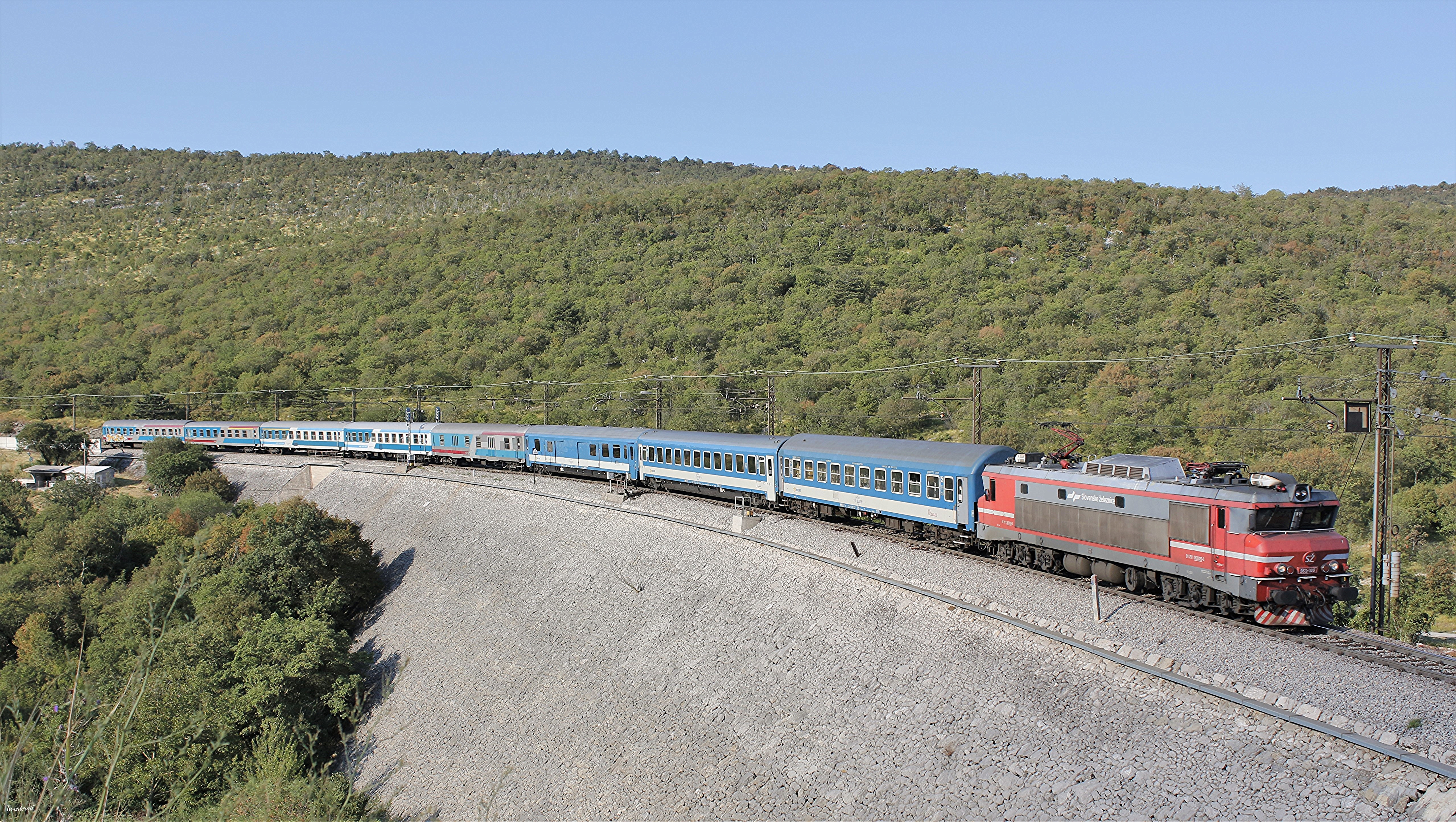
Une SŽ 363 en tête d'un train de voyageurs.

Ces locomotives sont initialement destinées à exploiter les lignes nouvellement électrifiées Zidani - Maribor, Zidani - Celje et Divača - Koper, cette dernière représentant l'essentiel de l'activité fret de la série. Elles sont en mesure de remorquer un train de marchandises de 1 400 t à la vitesse de 55 km/h en rampe de 10 ‰. En 1976, peu après sa livraison, la SŽ 363 002 est détruite dans un incendie consécutif à une collision avec un train d'hydrocarbures. Son numéro, resté libre, est repris ultérieurement par la SŽ 363 039.
Les lignes qu'elles desservent se trouvant toutes sur la territoire de la Slovénie lors de son indépendance en 1991, les machines sont reprises dans le parc des chemins de fer de cet État ; leur rayon d'action s'étend au fil des années.
Les engins sont rigoureusement entretenus et font preuve d'une excellente fiabilité. À la fin des années 1990, les trente-huit unités sont encore en service mais elles doivent composer, à partir de 2006, avec les SŽ 541 livrées par Siemens.